# Haploposthia rubropunctata
Haploposthia rubropunctata är en plattmaskart som beskrevs av Westblad 1945. Haploposthia rubropunctata ingår i släktet Haploposthia och familjen Haploposthiidae. Arten är reproducerande i Sverige. Inga underarter finns listade i Catalogue of Life.